# Sighetu Marmației
Sighetu Marmației (rumænsk udtale: [ˌsiɡetu marˈmat͡si. ej], også stavet Sighetul Marmației; tysk: Marmaroschsiget eller Siget; ungarsk: Máramarossziget,  ( hør); ukrainsk: Сигіт; jiddisch: סיגעעט), indtil 1960 Sighet, er en den største by i distriktet Maramureș i det nordvestlige Rumænien.
Byen har 32.793 (2021) indbyggere.

## Geografi
Sighetu Marmației ligger ved sammenløbet af floderne Iza og Tisza på grænsen til Ukraine, over for den ukrainske by Solotvyno.
Nærliggende samfund omfatter: Sarasău, Săpânța, Câmpulung la Tisa, Ocna Șugatag, Giulești, Vadu Izei, Rona de Jos og Bocicoiu Mare i Rumænien, Bila Cerkva og Solotvyno i Ukraine (Zakarpattia Oblast). Byen administrerer fem landsbyer: Iapa (Kabolapatak), Lazu Baciului (Bácsiláz), Șugău (Sugó), Valea Cufundoasă (Mélypatak) og Valea Hotarului (Határvölgy).

## Historie
Området har været befolket siden Hallstatt-perioden, og det beboede område ligger i Tiszadalen, som er en vigtig rute, da den er den eneste adgang til den ellers bjergrige, tyndt befolkede region. Efter Erobringen af Ungarn i 895 blev området en del af Kongeriget Ungarn. Den første omtale af en bebyggelse stammer fra det 11. århundrede, og byen som sådan blev første gang nævnt i 1326. I 1352, var det en fri kongelig by og hovedstaden i Maramureș comitatus, lige uden for Transsylvanien.
Som følge af Wienerdiktatet fra august 1940 under Anden Verdenskrig kom den under Ungarns administration under krigen.
Med Fredsaftalerne i Paris (1947) ved afslutningen af Anden Verdenskrig blev Wienerpræmierne annulleret, og Sighetu Marmației, der havde været administreret af Rumænien siden oktober 1944, blev formelt tilbageført til landet i 1947.
I 1948 iværksatte den nye Socialistiske Republik Rumænien nationaliserede byens fabrikker, tre forlag og banker.

## Galleri
- Elie Wiesel's hus i Sighet
- Kulturpalads
- Romersk katolsk kirke
- Reformeret kirke
- Tidligere administrationsbygning
- Sighet landsbymuseum